# Vochysiaceae
Vochysiaceae је породица дикотиледоних биљака из реда Myrtales. Обухвата 7 родова са око 220 врста. Породица је распрострањења у тропским областима Централне и Јужне Америке, као и у западним деловима Африке.

## Систематика
Породица Vochysiaceae се може поделити у два племена: Erismeae, кога карактерише један потцветни плодник, и Vochysieae, са три срасла натцветна плодника.
племе 

племе 